# DR Zero
La DR Zero è un'utilitaria compatta del segmento A prodotta dalla casa automobilistica italiana DR Automobiles dal 2015 al 2019. Si tratta di un badge engineering della cinese Chery QQ di seconda generazione.

## Il contesto
Nel corso del 2013 la casa molisana, nel proprio centro ricerche e sviluppo di Macchia d'Isernia, iniziò a lavorare su di un prototipo di city car con le seguenti caratteristiche: motore a tre cilindri, quattro valvole per cilindro e doppia alimentazione, per un costo stimato inferiore ai settemila euro. Si prevedeva la messa in commercio entro il 2013.
La vettura si basava sulla seconda generazione della Chery QQ cinese, che veniva prodotta a partire da gennaio 2013 in Cina, presso gli stabilimenti di Wuhu della Chery Automobile.

## La vettura

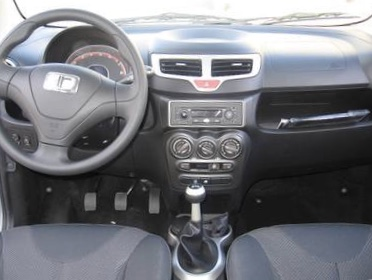
L'abitacolo di una Dr Zero

La casa molisana, dopo una lunga fase di gestazione, riesce a lanciare il modello definitivo sul mercato solamente nei primi mesi del 2015 senza alcuna spinta pubblicitaria, tanto che la presenza di questo nuovo modello non viene percepito dal grande pubblico. Si tratta di una piccola utilitaria che teoricamente si posiziona appena un gradino sotto la DR1, di cui prende il posto, avendo dimensioni tutto sommato simili (appena 3 cm in meno in lunghezza). In tutti gli allestimenti disponibili, la Dr Zero ha di serie: ABS, Airbag frontali, cambio manuale, chiusura centralizzata, immobilizzatore, pretensionatore cinture, servosterzo, tergilunotto, autoradio, climatizzatore, cerchi in lega, vernice metallizzata, accensione automatica delle luci diurne, sensori di parcheggio posteriori, vetri elettrici anteriori e posteriori, antifurto, appoggiatesta anteriori regolabili e posteriori.
La vettura ha un design morbido e fluido, con un frontale a nido d'ape e particolari quali i cerchi in lega, i paraurti in tinta, gli specchietti retrovisori elettrici esterni neri come le maniglie. Presenta una plancia con consolle centrale con doppio portabicchieri, accendisigari e posacenere asportabile, quadro strumenti digitale con tachimetro, contagiri, spia temperatura acqua, indicatore di livello carburante e trip computer e luminosità regolabile. Il volante, assistito da servosterzo, è regolabile in altezza e la colonna dello sterzo è collassabile. Omologata per quattro posti, ha un baule nella norma, con luce di cortesia ed una capacità variabile da 180 a 430 dm3.
Esteticamente si riconosce per la finta cellula tridion a vista, in plastica (che visivamente ricorda la soluzione vista sulla gamma Smart), e il lunotto "tutto vetro" praticamente identico a quello della Citroën C1, Peugeot 107 e Toyota Aygo.

## Versioni e allestimenti

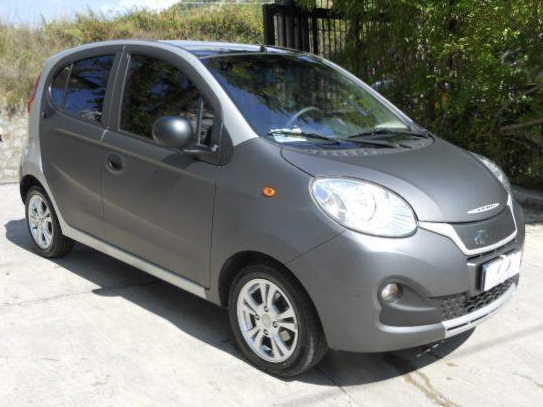
Un esemplare di Dr Zero WR

Al lancio, la Zero era venduta in due allestimenti: "base" e "chromatic" (quest'ultimo alla dotazione della base aggiungeva la vernice metallizzata).
La DR Zero è stata poi proposta in un unico allestimento (già comprendente la vernice metallizzata), senza possibilità di personalizzazione ad esclusione di una vasta gamma di colori per la carrozzeria.
Alla fine del 2016 viene presentato l'allestimento WR, dotato di vetri oscurati e vernice opaca (inclusa anche la scocca laterale). Questo allestimento entra a listino l'anno successivo e viene proposto con un sovrapprezzo di 1000 Euro rispetto alla versione base, affiancandosi a quest'utima senza sostituirla. L'anno seguente viene, inoltre, reso disponibile il nuovo allestimento Chrome, che si affianca alle versioni base e WR.

## Motorizzazioni
La Zero è mossa da un 1.0 Ecopower (Euro 6) alimentato a benzina (con l'optional dell'alimentazione bifuel benzina-GPL), un'unità a tre cilindri in linea DOHC (doppio albero a camme in testa) da 69 cv, prodotto dalla cinese Chery. La velocità massima accreditata è di 150 km/h, l'accelerazione da 0-100 dichiarata è di 13,5 secondi.